# محطة كونيتيكت يانكي للطاقة النووية
محطة كونيتيكت يانكي للطاقة النووية هي محطة للطاقة النووية تقع في هادام (كونيتيكت)، التي تم تشغيلها في عام 1968، وتوقف إنتاج الكهرباء في عام 1996، وتم إيقاف تشغيلها عام 2004.

## الإغلاق
كان سبب الإغلاق بأن المحطة لم تعد مناسبة من حيث التكلفة. تبلغ طاقة المحطة 582 ميجاوات. تم الانتهاء من هدم المفاعل في 17 يوليو 2006.

## التكلفة
قدرت المحطة بتكلفة 100 مليون دولار.